# Donaldo Ross
Donaldo Ross (Montevidéu, 1904 — Guadalajara, 1972) foi um futebolista e treinador uruguaio.

## Biografia
Após passar por clubes uruguaios, Donald Ross mudou-se para o Brasil, onde atuou no Cachoeira, de Cachoeira do Sul. Levado ao 14 de Julho de Passo Fundo por um comerciante cachoeirense de sobrenome Trommer, sagrou-se campeão citadino e regional pelo clube.
Contratado pelo Internacional de Porto Alegre, ajudou o clube a conquistar seu primeiro título estadual, em 1927. Três anos mais tarde, transferiu-se para o Pelotas, onde novamente foi campeão gaúcho. Encerrou sua carreira de jogador no Santiago FC, do Chile.
Em seu primeiro trabalho como treinador, dirigiu o Colo-Colo. Na Colômbia, comandou o América de Cali, Deportivo Once e o Millonarios. Em 1952 e 1953 atou como arbitro na liga profissional.
Em 1956, foi contratado pelo Chivas Guadalajara, sendo campeão mexicano no ano seguinte. Três anos depois, conquistou a Copa México pelo Necaxa. Faleceu em 1972, ao sofrer um infarto agudo do miocárdio a bordo de um ônibus urbano, no centro da cidade de Guadalajara.

## Títulos

### Como jogador
14 de Julho
- Campeonato Citadino de Passo Fundo: 1925.

Internacional
- Campeonato Gaúcho: 1927.

Pelotas
- Campeonato Gaúcho: 1930.

### Como treinador
Chivas Guadalajara
- Campeonato Mexicano: 1956/57.

Necaxa
- Copa México: 1959/60.